# Пономарёв, Александр Афанасьевич
Александр Афанасьевич Пономарёв (13 июня 1923, Челябинская область — 1997) — советский футболист (полузащитник, нападающий), хоккеист (защитник). тренер.
Родился в 1923 году в Челябинской области, в 1934 году с семьёй переехал в Челябинск. Футболом начал заниматься в детской команде ЧТЗ, тренер А. Т. Шевцов. С 1945 года — в основном составе команды ЧТЗ «Дзержинец». В 1946—1955 годах играл за команду, с 1953 года, переименованную в «Авангард» в низших лигах.
В сезонах 194748 — 1951/52 выступал за хоккейный «Дзержинец».
В 1954—1957 обучался в ВШТ. Старший тренер футбольных команд Челябинска «Авангард» (1956), «Локомотив», команды завода им. Орджоникидзе (1958—1959).
Три года работал директором футбольной школы при команде мастеров. В 1961—1983 работал в футбольной школе при ГорОНО.